# Hyperoides
Hyperoides (лат.) — род мелких жуков-долгоносиков из подсемейства Cyclominae (Listroderini). Эндемики субантарктической Южной Америки (Фолклендские острова и южные Анды: Аргентина, Чили). Длина 5,1—7,5 мм. Рострум среднего размера; опушение состоит из щетинок и ланцетовидных чешуек; переднеспинка субокруглая; постокулярные доли развиты; надкрылья без антеапикального бугорка. 3-6-е сегменты жгутика усика шаровидные; переднеспинка без бугорков; надкрылья продолговато-овальные, не сросшиеся по межэтральному шву. Hyperoides близок к родам подтрибы Listroderina из трибы Listroderini и близок к родам Acroriellus, Acrorius, Acrostomus, Germainiellus, Antarctobius, Lamiarhinus, Listroderes, Methypora, Philippius, Rupanius, Trachodema.
Питаются (как и другие близкие группы) листьями (имаго) и корнями растений (личинки). Среди растений хозяев: жук Hyperoides fragariae отмечен на Fragaria vesca (Rosaceae); Hyperoides subcinctus отмечен на Senecio sp. (Asteraceae); Hyperoides murinus отмечен на Citrulus vulgaris (Cucurbitaceae), Phaseolus sp. (Fabaceae) и Solanum tuberosum (Solanaceae); Hyperoides victus отмечен на Senecio bahioides (Asteraceae).

## Систематика
Род включает около 5 видов.
- Hyperoides balfourbrownei (Kuschel, 1952)
- Hyperoides fragariae  Marshall, 1914
- Hyperoides murinus  (Germain, 1896)
- Hyperoides subcinctus  (Boheman, 1842)
- Hyperoides victus (Germain, 1896)